# Dictionnaire de Trévoux
Pour les articles homonymes, voir Trévoux (homonymie).
Le Dictionnaire de Trévoux est un ouvrage historique synthétisant les dictionnaires français du XVIIe siècle rédigé sous la direction des Jésuites entre 1704 et 1771.

## Histoire
À la suite de la révocation de l’édit de Nantes, les protestants diffusent leurs idées dans des gazettes imprimées hors du royaume de France, dans les pays du Nord de l’Europe. Par réaction, les jansénistes lancent le Journal des savants auquel les jésuites veulent répondre. Moins bien placés que les jansénistes auprès du roi de France, ils impriment leurs ouvrages à partir de 1701, les Mémoires de Trévoux dans la principauté de Dombes alors indépendante et sous la protection du fils légitimé de Louis XIV, Louis Auguste de Bourbon, duc de Maine. Dans les années 1730, à la suite de querelles à la cour, le duc de Maine enlève ce privilège aux jésuites qui iront l’imprimer à Lyon, puis à Paris mais garderont le même titre.

## Le dictionnaire
L'initiative de publier un dictionnaire concurrent du Dictionnaire universel de Furetière revient aux jésuites : ils cherchent ainsi à priver de leurs revenus les protestants de Hollande, dont les ouvrages de controverse sont financés par la vente du Furetière,.
Le Dictionnaire de Trévoux a été publié de 1704 à 1771. La première édition, qui paraît en 1704, « était très largement démarquée » du dictionnaire de Furetière (1690) qui avait ensuite été augmenté par Henri Basnage de Beauval. Le maître d'œuvre de cette première édition est Richard Simon, comme l'a démontré Michel Le Guern. Il reprend l'essentiel du Furetière de 1701, en l'expurgeant des notions jugées anticatholiques, et en ajoutant d'importants articles sur les sectes et les hérésies, sans rappeler ni le nom de Furetière ni celui de Basnage. Toutefois, précise Jeandillou : « la dernière version du Furetière date de 1725, alors que le Trévoux a été complété et perfectionné de 1720 jusqu’à la cinquième et dernière édition de 1771. »
Ce dictionnaire est un ouvrage important car il offre, au XVIIIe siècle, une sorte de synthèse des travaux lexicographiques des XVIe et XVIIe siècles. Les auteurs sont des jésuites dont on ne connaît pas l’identité exacte, mais qui ont pris le soin de mentionner un certain nombre de sources historiques, philosophiques, littéraires ou autres. L’étude de ces sources est du plus haut intérêt pour l’histoire des dictionnaires de langue française : c’est avec lui qu’ont été introduites et diffusées de nombreuses sources de type encyclopédique jusqu’alors peu exploitées par les lexicographes, mais qui seront de plus en plus considérées au cours du XVIIIe siècle.